# Brian Moore (rugby à XV)
Pour les articles homonymes, voir Brian Moore.
Pas d'image ? Cliquez ici

a Compétitions nationales et continentales officielles uniquement.

b Matchs officiels uniquement.
Dernière mise à jour le 25 mars 2023.
Brian Christopher Moore, né le 11 janvier 1962 à Birmingham, est un ancien joueur de rugby à XV international anglais évoluant au poste de talonneur. 

## Carrière
Il a eu sa première cape internationale le 4 avril 1987, à l’occasion d’un match contre l'équipe d'Écosse. 
Moore a participé aux coupes du monde 1987 (3 matchs disputés), 1991 (5 matchs joués) et 1995 (4 matchs joués). 
Il a disputé cinq test matchs avec les Lions britanniques en 1989 et 1993.
En 1991, il est condamné à quatre mois de prison avec sursis après avoir frappé à plusieurs reprises un étudiant lors d'une bagarre dans un pub à Nottingham.
Depuis sa retraite sportive, Brian Moore est commentateur pour la télévision britannique, et a écrit plusieurs ouvrages.

## Palmarès
- 64 sélections avec l'équipe d'Angleterre
- Sélections par année : 4 en 1987, 9 en 1988, 6 en 1989, 6 en 1990, 11 en 1991, 5 en 1992, 5 en 1993, 8 en 1994, 10 en 1995
- Tournois des Cinq Nations disputés : 1987, 1988, 1989, 1990, 1991, 1992, 1993, 1994, 1995
- Vainqueur du tournoi, avec Grand Chelem, en 1991, 1992 et 1995